# 2SZ1
A 2SZ1 Gvozgyika - oroszul: 2С1 Гвоздика (szegfű)- az MT–LB páncélozott szállító jármű alvázán kialakított szovjet 122 mm-es önjáró tarack. Az 1970-es években fejlesztették ki, a Varsói Szerződés hadseregeiben széles körben alkalmazott tarack volt.

## Története
Fejlesztése az 1960-as évek közepén kezdődött el. A járműbe a jól bevált vontatott 122 mm-es D–30 típusú (GRAU-kódja: 2A18) tarack átalakított változatát építették be. 1967-ben készült el a prototípus, majd a próbák után, 1971-ben rendszeresítették a Szovjet Hadseregben, majd 1972-ben indult el a sorozatgyártása. A nyilvánosság előtt először az 1974-es lengyelországi díszszemlén volt látható. Gyártása a Szovjetunióban 1991-ig folyt. Licenc alapján Lengyelországban és Bulgáriában is gyártották. A lengyel változatot 1984–1994 között a Huta Stalowa Wola vállalat állította elő. Gyakorlatilag a Varsói Szerződés összes tagállama rendszeresítette, ezen kívül nagy mennyiségben exportálták az arab világba, illetve délkelet-ázsiai országokba. A Magyar Néphadsereg (Honvédség) 144 darabot alkalmazott, amellyel 8, egyenként 18 lövegből álló tüzérosztályt szereltek fel. A Honvédség 2004-ben a rendszerből kivonta, számos ország azonban ma is rendszerben tartja.

## Harci alkalmazás
Elsősorban az ellenséges gyalogság és tüzérség megsemmisítésére használható, valamint kumulatív lőszerrel harckocsik ellen is. Előnyös tulajdonsága a mozgékonysága, és gyors helyváltoztatási képessége, úszóképessége és tömegpusztító fegyverek elleni védelmi képessége. Hátrányaként említik viszonylag csekély lőtávolságát és gyenge páncélzatát, illetve mai értelemben elavult tűzvezetési és kommunikációs rendszerét.